# شیطان وحشی عظیم
شیطان وحشی عظیم (به انگلیسی: Great Evil Beast) که با نام‌های تاریکی اعظم یا تاریکی نهایی نیز شناخته می‌شود، یک نهاد قدرتمند کیهانی و شخصیت خیالی در کتاب‌های کمیک آمریکایی منتشر شده توسط دی‌سی کامیکس است. او بیانگر نیمه تاریک خدا و تجسم شر محض است. این مخلوق برای اولین بار در شمارهٔ ۴۹-۵۰ روایت داستانی «گوتیک آمریکایی» از مجموعه کمیک سوامپ تینگ (ژوئن ۱۹۸۶) حضور پیدا کرد.

## زندگینامه ساختگی شخصیت
این مخلوق خارج از خلقت پرزنس است و نه فرشته تبعید شده و نه لویاتان محسوب می‌شود. او به معنای واقعی روح تاریکی، و فقدان کامل نور الهی است. توانایی او در تمام زمینه‌ها اما به شکل متناقض با پرزنس برابری می‌کند که قبل از ایجاد خلقت وجود داشت.
در طی رخدادهای بحران در زمین‌های بی‌انتها، قبیله‌ای مرموز با عنوان بروخریا، اقدام به برگزاری یک تشریفات عرفانی غیب‌گویی با هدف تماس با تاریکی اعظم نمودند؛ اما نتیجه آن به طرز وحشتناکی غلط از آب در آمد و این نهاد انتزاعی به شکل موجودی خشمگین، نا آگاه از قدرت‌هایش و سردرگم دربارهٔ هستی خود از خواب بیدار شد. چندین ابرقهرمان سعی کردند با او به مبارزه بپردازند، اما به راحتی شکست خوردند و به داخل آن کشیده شدند.
تاریکی اعظم با شماری از قهرمان‌های عرفانی (اتریگن، دکتر فیت و اسپکتر) مواجه شد. آن‌ها مطالب زیادی در ارتباط با هستی را به تاریکی آموختند. اتریگن به تاریکی آموخت که او شر بوده است، دکتر فیت (کنت نلسون) به این نهاد گفت که تا چه اندازه نفرت‌انگیز است، و اسپکتر در نهایت دربارهٔ مفهوم انتقام برایش سخن گفت. این نهاد کیهانی به اندازه‌ای خشمگین شده بود که تصمیم گرفت به بهشت حمله کند و از پرزنس پاسخ موجودیت خود را طلب کند. در طول راه تاریکی اعظم هر آنچه بر سر راهش قرار داشت نابود می‌کرد، این قدرت به حدی بزرگ بود که سه چهره اصلی دوزخ یعنی لوسیفر، بعل‌الذباب و عزازیل مجبور شدند برای دفاع از خود متحد شوند و گروه سه نفره‌ای را تشکیل دهند. از قضا، گروهی دیگر از ارواح خبیث به رهبری سه دیو، با یکدیگر متحد شدند و به پیروی از تاریکی اعظم پرداختند، که او را گناه و شر ابدی می‌پنداشتند.
با این حال قبل از آنکه تاریکی اعظم به دروازه‌های شهر نقره بهشت برسد، با سوامپ تینگ برخورد می‌کند که به او مفهوم خیر و شر، زندگی و مرگ و یگانگی متضادها و مکمل‌ها را آموخت به طوری که یکی نمی‌تواند بدون دیگری باقی بماند. سپس اتفاقی افتاد که هیچکس انتظار آن را نداشت، تاریکی اعظم دست‌های خود را دراز کرد و دور تا دور بهشت گسترش داد، در طرف دیگر پرزنس نیز دستان خود را باز کرد. زمانی که هر دو دست یکدیگر را لمس کردند، نور الهی و تاریکی اعظم پذیرای یکدیگر شده و ادغام گردیدند و تاریکی بخشی از وجود خدا شد و تشکیل شکلی از تعادل کامل به صورت مفهوم یین و یانگ را دادند.

## توانایی‌ها و قدرت‌ها
شیطان وحشی عظیم به عنوان یکی از نیرومندترین موجودات در بین تمام مخلوقات دنیای دی‌سی به شمار می‌رود و تقریباً قادر مطلق بود و به نظر می‌رسد تنها موجودی که در زمینه قدرت بر آن برتری دارد خدا (پرزنس) است. استنباط می‌شود که شیطان وحشی عظیم نیمه تیره‌تر خدا بود. به طور دقیق مشخص نیست که آیا شیطان وحشی عظیم پس از آنکه با پرزنس ادغام شد، هنوز وجود دارد یا خیر.